# Sigwe
Sigwe – inkhundla w dystrykcie Shiselweni w Królestwie Eswatini.
Według spisu powszechnego ludności z 2007 roku, Sigwe miało powierzchnię 193 km² i zamieszkiwało je 11 776 mieszkańców. Dzieci i młodzież w wieku do 14 lat stanowiły ponad połowę populacji (6241 osób). W całym inkhundla znajdowało się wówczas dziewięć szkół podstawowych i jedna placówka medyczna.
W 2007 roku Sigwe dzieliło się na cztery imiphakatsi: Empini, Kankhomonye, Lindizwa i Lulakeni. W 2020 roku Sigwe również składało się z czterech imiphakatsi, jednak trzy z nich nosiły inne nazwy. Były to: Kuphumleni, Lulakeni, Ndunayithini i Nyatsini. Przedstawicielem inkhundla w Izbie Zgromadzeń Eswatini był wówczas David Ngcamphalala.